# Cloud Nine
Az 1969-es Cloud Nine a The Temptations nagylemeze. A Billboard Pop Albums listán a 4. helyig jutott, és meghozta a zenekar első Grammy-díját is. Szerepel az 1001 lemez, amit hallanod kell, mielőtt meghalsz című könyvben.

## Az album dalai
| 1. | Cloud Nine                       | Norman Whitfield, Barrett Strong | Dennis Edwards, Eddie Kendricks, Paul Williams, Melvin Franklin, Otis Williams | 3:27 |
| 2. | I Heard It Through the Grapevine | Whitfield, Strong                | Eddie Kendricks, Dennis Edwards                                                | 3:00 |
| 3. | Runaway Child, Running Wild      | Whitfield, Strong                | Dennis Edwards, Eddie Kendricks, Paul Williams, Melvin Franklin, Otis Williams | 9:38 |

| 1. | Love is a Hurtin' Thing                               | Ben Raleigh, Dave Linden                                                | Dennis Edwards, Eddie Kendricks, Melvin Franklin | 2:28 |
| 2. | Hey Girl                                              | Gerry Goffin, Carole King                                               | Paul Williams                                    | 2:38 |
| 3. | Why Did She Have to Leave Me (Why Did She Have to Go) | Whitfield, Strong                                                       | Dennis Edwards                                   | 2:56 |
| 4. | I Need Your Lovin'                                    | Whitfield, Strong                                                       | Eddie Kendricks                                  | 2:35 |
| 5. | Don't Let Him Take Your Love From Me                  | Whitfield, Strong                                                       | Paul Williams                                    | 2:31 |
| 6. | I Gotta Find a Way (To Get You Back)                  | Whitfield, Strong, Edward Holland Jr., Cornelius Grant, Eddie Kendricks | Dennis Edwards                                   | 3:00 |
| 7. | Gonna Keep On Tryin' till I Win Your Love             | Whitfield, Strong                                                       | Dennis Edwards                                   | 2:32 |

## Helyezések
| Cím                          | Lista (1968–1969)          | Helyezés |
| ---------------------------- | -------------------------- | -------- |
| Cloud Nine                   | U.S. Billboard Pop Albums  | 4        |
| Cloud Nine                   | U.S. Top R&B Albums        | 1        |
| Cloud Nine                   | U.S. Billboard Pop Singles | 6        |
| Cloud Nine                   | U.S. Billboard R&B Singles | 2        |
| Run Away Child, Running Wild | U.S. Billboard Pop Singles | 6        |
| Run Away Child, Running Wild | U.S. Billboard R&B Singles | 1        |

## Közreműködők
- Dennis Edwards – ének (tenor)
- Eddie Kendricks – ének (tenor/falzett)
- Paul Williams – ének (tenor/bariton)
- Melvin Franklin – ének (basszus)
- Otis Williams – ének (tenor/bariton)